# Les Aspres

Les Aspres este o comună în departamentul Orne, Franța. În 1 ianuarie 2022 avea o populație de 620 de locuitori.